# جون ميرفي (لاعب كرة سلة)
جون ميرفي (13 سبتمبر 1924 في الولايات المتحدة - 29 يناير 2003 بفيلادلفيا في الولايات المتحدة) (بالإنجليزية: John Murphy)‏ هو لاعب كرة سلة أمريكي في مركز هجوم صغير الجسم.

## وصلات خارجية
- جون ميرفي على موقع إن بي أي (الإنجليزية)
- جون ميرفي على موقع سبورتس رفرنس (الإنجليزية)
- جون ميرفي على موقع ريلجم (الإنجليزية)
- جون ميرفي على موقع بروبوليرز (الإنجليزية)